# Delsbo tingslag
Delsbo tingslag var ett tingslag i nordöstra Hälsingland i Gävleborgs län. Tingslaget område motsvarade nuvarande Hudiksvalls kommun i trakterna kring Dellensjöarna. Arealen omfattade  1926 1 467 km² och tingsplatsen var belägen i Delsbo.
Delsbo tingslag omfattade till 1694 enbart Delsbo kommun för att då utökas. 1948 överfördes dess verksamhet till Norra Hälsinglands domsagas tingslag.
Tingslaget hörde till 1771 till Hälsinglands domsaga, mellan 1771 och 1907 till Hälsinglands norra domsaga och från 1907 till Norra Hälsinglands domsaga.

## Socknar
Delsbo tingslag omfattade från 1694 tre socknar:
- Delsbo
- Norrbo
- Bjuråker